# I, Monarch
I, Monarch – jest trzecim albumem amerykańskiej grupy Hate Eternal, został wydany 27 czerwca 2005 roku przez wytwórnię Earache Records.

## Lista utworów
| Nr  | Tytuł utworu               | Autorzy      | Długość |
| --- | -------------------------- | ------------ | ------- |
| 1.  | „Two Demons”               | Rutan        | 03:55   |
| 2.  | „Behold Judas”             | Piro, Rutan  | 04:21   |
| 3.  | „The Victorious Reign”     | Rutan        | 03:38   |
| 4.  | „To Know Our Enemies”      | Rutan        | 04:15   |
| 5.  | „I, Monarch”               | Rutan        | 04:37   |
| 6.  | „Path to the Eternal Gods” | Rutan, Roddy | 03:28   |
| 7.  | „The Plague of Humanity”   | Rutan        | 04:02   |
| 8.  | „It Is Our Will”           | Rutan, Roddy | 04:41   |
| 9.  | „Sons of Darkness”         | Piro, Rutan  | 04:56   |
| 10. | „Faceless One”             | Rutan        | 04:39   |
|     |                            |              | 42:32   |

## Twórcy
- Erik Rutan – śpiew, gitara
- Randy Piro – gitara basowa
- Derek Roddy – perkusja